# Delitto in cielo
Delitto in cielo (titolo originale inglese Death in the Clouds) è un romanzo giallo di Agatha Christie, pubblicato nel 1935, noto in Italia anche con il titolo Omicidio in cielo.

## Trama
Alla partenza del volo di linea Parigi-Londra dallo scalo Le Bourget, vi sono undici passeggeri all'interno della cabina di I classe dell'aeroplano Prometheus, tra cui il noto detective belga Hercule Poirot; poco prima dell'arrivo a Croydon, uno di essi, la ricchissima usuraia Madame Giselle, viene trovata morta.
L'idea iniziale su questa morte, sulla quale riflettono il dottor Bryant, uno dei passeggeri e Poirot, è che la donna sia morta a causa della puntura di una vespa che si trovava all'interno della cabina. Ciò sembra essere confermato da un segno sul collo di Madame Giselle, tuttavia il ritrovamento di un piccolo aculeo vicino alla donna morta fa emergere il sospetto che sia stato commesso un omicidio. Il sospetto del delitto diviene certezza nel momento in cui si ritrova una cerbottana nascosta sotto il cuscino del sedile di Hercule Poirot. Il belga nota un fatto curioso: la vittima aveva due cucchiaini nella sua tazza di caffè.
Le indagini vengono immediatamente condotte dall'ispettore Japp della polizia di Londra, aiutato dal collega Fournier della polizia di Parigi, vista la nazionalità della vittima e di alcuni dei passeggeri presenti a bordo. Anche Poirot, che aveva rischiato di essere indicato come il colpevole durante l'inchiesta condotta dal coroner, partecipa attivamente alle indagini, ritornando a Parigi per gli interrogatori ed incontrando a Londra e nei dintorni gli altri passeggeri del volo Parigi-Londra.
Poi, ignara quasi di tutto, si presenta la figlia di Madame Giselle che, secondo Poirot, sarebbe in pericolo di vita.
Alla fine Poirot rivela che il colpevole è Norman Gale, il dentista, che aveva sposato la figlia di Giselle, e poi ucciso sia Giselle che sua figlia per l'eredità. Dopo aver indossato il suo camice bianco da dentista, per avvicinarsi inosservato a Madame Giselle, facendo credere di essere uno steward, ha conficcato il dardo avvelenato, con il veleno di un serpente degli alberi, nel collo di Madame Giselle, senza uso di cerbottana, poi, ha liberato la vespa, che aveva portato con sé all'interno di una scatola di fiammiferi vuota,all'interno della cabina e ha nascosto la cerbottana sotto il sedile di Poirot. Ecco spiegato perché Madame Giselle aveva due cucchiaini: il secondo le era stato portato da Norman. Ha poi avvelenato anche sua moglie, aggiungendo dell'acido cianidrico alla sua bevanda.

## Personaggi
- Hercule Poirot, investigatore
- Madame Giselle, usuraia
- James Ryder, uomo d'affari
- Monsieur Armand Dupont, archeologo
- Monsieur Jean Dupont, archeologo figlio di Armand
- Daniel Clancy, scrittore di romanzi polizieschi
- Dottor Bryant, specialista in otorinolaringoiatria
- Norman Gale, dentista
- Cicely Horbury, contessa
- Jane Grey, lavorante di parrucchiera
- Venetia Kerr, gentildonna di campagna
- James Japp, ispettore
- Monsieur Fournier, investigatore della Sûretè

## Film tratti dal romanzo
- Delitto in cielo (1992),[1] diretto da Stephen Whittaker, con David Suchet (Hercule Poirot), Philip Jackson (Ispettore Capo Japp), Sarah Woodward (Jane Grey), Shaun Scott (Normal Gale), Cathryn Harrison (Lady Cecily Horbury), Eve Pearce (Madame Giselle), David Firth (Lord Horbury), Amanda Royle, Richard Ireson e Jenny Downham.

## Edizioni italiane
- Agatha Christie, Delitto in cielo, Collana I Classici del Giallo Mondadori n. 441, Mondadori, 1983.
- Agatha Christie, Delitto in cielo, traduzione di Grazia Maria Griffini, Collana I Classici del Giallo Mondadori n.657, Mondadori, 1992. - Collana I Classici del Giallo Mondadori n.1415, 2018.
- Agatha Christie, Delitto in cielo, traduzione di Grazia M. Griffini, Collana Oscar Mondadori, Mondadori, 2002,  p. 204, ISBN 88-04-39729-2.